# یارباشی (گول‌باشی)
یارباشی (به ترکی استانبولی: Yarbaşı) یک منطقهٔ مسکونی در ترکیه است که در گول‌باشی واقع شده‌است.